# دوري قرغيزستان لكرة القدم 2007
دوري قيرغيزستان لكرة القدم 2007 هو الموسم 16 من دوري قيرغيزستان لكرة القدم. كان عدد الأندية المشاركة فيه 10، وفاز فيه نادي دوردوي بيشكك.